# منتخب كندا لكأس ديفيز
منتخب كندا لكأس ديفيز (بالإنجليزية: Canada Davis Cup team)‏ هو ممثل كندا الرسمي في كرة المضرب في كأس ديفيز.